# Frédéric-Auguste de Wurtemberg-Neuenstadt
Frédéric-Auguste de Wurtemberg-Neuenstadt (Neuenstadt am Kocher, 12 mars 1654 – 6 août 1716 à Gochsheim) est duc de Wurtemberg et le deuxième duc de Wurtemberg-Neuenstadt.

## Biographie
Frédéric-Auguste est le premier-né du duc Frédéric de Wurtemberg-Neuenstadt qui établit la deuxième branche de la ligne du duché de Wurtemberg-Neuenstadt et de sa femme Claire-Augusta de Brunswick. La ligne de Wurtemberg-Neuenstadt possède la ville de Neuenstadt am Kocher, celle de Möckmühl et de pièces de Weinsberg. Il porte le titre de duc, bien qu'il ne détienne pas la souveraineté de l'état qui est resté au duché de Wurtemberg.
En 1674, l'état est impliqué dans la Guerre de Hollande. Frédéric-Auguste s'engage avec le Duché de Brunswick-Lunebourg, pour rejoindre leur régiment en tant que Rittmeister (un officier de cavalerie responsable de l'escadron). Il est impliqué dans un certain nombre de batailles, notamment la Bataille de Consarbrück à l'extérieur de Trèves dans laquelle il a trois chevaux tués sous lui. Avant la fin de la guerre, son père le rappelle afin d'en faire son successeur pour le duché et de le mettre à l'abri du danger.
Frédéric-Auguste épouse la comtesse Sophie Albertine Esther le 9 février 1679, dernière représentante des comtes de Eberstein (maintenant connu comme Alt-Eberstein). Cela apporte la propriété du Kraichgau des villes comme Gochsheim, Waldangelloch et des propriétés le long de la frontière de la Lorraine. Les mariés rénovent le château de Gochsheim et l'utilisent comme résidence à partir de 1682.
Le père de Frédéric-Auguste est mort en mars de la même année, laissant son fils prendre la direction du duché. En 1689, les troupes françaises traversent le Rhin au cours d'une campagne de la Guerre de la Ligue d'Augsbourg. Frédéric-Auguste se retire dans le coin nord-est de son duché, fixant sa résidence à Neuenstadt. En son absence, la ville et le château de Gochsheim sont presque entièrement détruits par les français.
Ce n'est qu'après le Traité de Ryswick en 1697 que les travaux de reconstruction commencent. Frédéric-Auguste installe 220 vaudois et protestants dans une ville qu'il créée, “Augustistadt”, au nord de Gochsheim. Le projet se déroule avec difficulté et n'a qu'un médiocre succès. Malgré cela, le château est de nouveau habitable en 1700.
Le duc Frédéric-Auguste meurt de la dysenterie, le 6 août 1716 à Gochsheim. Sa tombe se trouve encore dans la l'église de la Martinskirche à Gochsheim, à côté de sa femme, qui meurt en 1728. Le couple n'a aucun fils survivant. Le frère de Frédéric-Auguste, Charles-Rodolphe de Wurtemberg-Neuenstadt, lui succède comme duc de Wurtemberg-Neuenstadt.

## Famille
Frédéric-Auguste a 14 enfants dont quatre sont morts le jour où ils sont nés, et seulement trois filles qui survivent à leur premier anniversaire, et tous les trois arrivant à l'âge adulte.
- Frédéric Casimir (7 – 9 octobre 1680)
- Louis Frédéric (1er-9 novembre 1681)
- Fille mort-née (9 mars 1683)
- Frédéric Samuel (11-23 mai 1684)
- Fille mort-née (3 juillet 1685)
- Auguste Frédéric (4 avril 1687 - 21 juillet 1687)
- Charles (26 décembre 1688 - 19 mars 1689)
- Adam (30 mai 1690 – 3 juillet 1690)
- Auguste Sophie (24 septembre 1691 - 1er mars 1743)
- Éléonore Wilhelmine-Charlotte (24 janvier 1694 - 11 août 1751)
- Fille mort-née (21 novembre 1695)
- Fils mort-né (29 août 1697)
- Frédérique de Wurtemberg-Neuenstadt (27 juillet 1699 - 8 mai 1781)
- Frédéric (6 juillet 1701 - 21 octobre 1701)